# Демографска историја Ниша
Демографска историја Ниша обухвата демографске промене, миграције, пописе становништва, број становника током историје, верска, етничка, језичка опредељења становништва, економско-социјалну структуру становништва и друге демографске одлике на подручју Ниша, као и у крајевима око њега.
Модерна историја града тј. словенска историја Ниша може да се прати од пада античког Наиса у првој половини 7. века под племенима Словена и Авара, након чега следи протеривање и бежање староседелаца, углавном у Солун, као и словенска колонизација. Но, још у првим налетима Словена, забележена је словенска насеобина у Наису.
Организовани пописи, на основу којих може да се створи јасна слика о броју и структури становништва, рађени су тек у 20. веку. Пре тога, а поготову у османском периоду, демографску слику описивали су углавном турски пописи и путописци.

## Средњи век
11. век
Византија је у 11. веку поново колонизовала Ниш и околину.
Након рата са Печенезима у коме је покорио оне јужно од Дунава, византијски цар Константин IX Мономах је 1048. населио 20.000 заробљених Печенеза, као своје савезнике, у тврђавама десно од Дунава да би чували прелазе од својих сународника.. Они су насељени у долинама западних планинских предела царства око Софије, Ниша и Северне Македоније, односно у областима око Ниша, Софије и Скопља и у другим деловима Балкана Одатле је скоро 15.000 Печенеза мобилисано у Малу Азију, но вратили су се у Бугарску у област „Сто могила“ (сто брда) близу Девње. Печенешка насеобина између Ниша и Средеца је мање одговорала њиховом "скитксом начину живота“, што може представљати договорени царски покушај да усвоје седелачке обичаје
Током шестодневног боравка Петра Пустињака у Земуну 1096, крсташка војска је починила масакр и опустошила град. Становници Београда су напусти град и повукли се у Ниш јер су се плашили да би крсташка војска могла починити сличан злочин у њиховом граду.
12. век
На дан доласка Фридриха Барбаросе и његовог састанка са Стефаном Немањом, 27. јула 1189, Ниш је био скоро празан.
Византијски цар Исак II је, у својој офанзиви против Немање, 1190. заузео Ниш и одвео велики број мушкараца из града.
14. век
Древни словенски еп тј. бугарска верзија епа Живот светог Барбара је забележила присуство Рома у Нишу и Албанији у 14. веку.

## Османско царство (1386—1878)
До турског освајања, сви становници су били хришћани. Али након доласка Турака, народ је почео да бежи испред насеља обесних феудалних господара.
Након османлијског заузимања града 1380-их година, Турци су колонизовали Ниш.
Област између Ниша и Скопља обилато је насељена Турцима од 15. века.
Од средине 15. века до 17. века у Нишу је доминантно муслиманско становништво.
Путопис(ц)и су наводили Ниш као бугарско место.
У 19. веку у Нишу су биле присутне разне народности.

### 14—17. век
14. век
Након неуспелог отпора и уласка Турака у тврђаву, Ниш је опустео. Велики број становника је погинуо у борби, а само мањи део, који Турци нису побили, разбежао се по околним селима тражећи уточиште.
Први, који после Варнинског крсташког рата пролази кроз Ниш, је француски витез и путописац Бертрандон де ла Брокијер, који је 1432. из Свете земље пошао на пут кроз Турску. Он је описао Ниш као разорену варош, али је приметио да је крај око Ниша изнизан многим селима и густо насељен људима.
15. век

Према турским пописима из 15. века, 1498. у Нишу је живело око 1.490 Рома. Они су у Нишу живели у девет катуна са 294 Рома и 5 удовица. 
Ако рачунамо, да је сваки Ром био старешина породице од пет чланова, а свака удовица, породице од четири члана, онда добијамо цифру да је у граду живело око 1.490 Рома.
Нишка нахија је 1498. имала 111 села и око 33.000 становника.
Према попису из 1498. у Нишу и околини било је 25 манастира или цркава (у то време, народ у говору није разликовао цркве од манастира, па су и једни и други називани манастирима). Од укупно 25 манастира, 11 је било ненастањено, а у настањенима је живело и вршило верску службу 25 калуђера. Према попису из 1564. број манастира се смањује на 15 (8 настањених и 7 ненастањених), у којима је у овој години број калуђера спао на 10.
Мартин Сегона, улцињски бискуп, пролазећи кроз Ниш 1498, спомиње да варош има изглед села којег настањују Турци (муслимани) и Бугари. Но, међу муслиманима су тада већ и покрштени хришћани, и Срби.
16. век
Према путописцима из 16. века, скоро цело становништво је било турско док је хришћанско било само пасивно. Такође према њима, Ниш је имао 1.500 кућа у којима су већином живели Турци, док је било нешто мало Срба, Бугара и дубровачких трговаца
Нишка нахија је 1516. имала 111 села и 1.000 становника мање него 1498. Узрок том паду броја становника је куга која је захватила Турску исте године када је попис завршен. У попису из 1516. добијени су скоро исти подаци као и у попису 1498. године; тако да се на основу ова два пописа може закључити да је Нишка нахија, пре турског освајања, као и након самог освајања, била добро насељена.
Ниш је 1516. имао муслимански и хришћански џемат и три махале: Џамијску махалу са 155 кућа, једним имамом и једним мујезином, махалу Врхмост која је имала 59 кућа и једног имама и махалу Чаршијски месџид, која је била нова, те је имала свега 28 кућа и једног имама. Хришћанска заједница бројала је 43 пуна домаћинства, 21 неожењеног пореског обавезника и 25 удовица.
Нишка нахија је 1564. имала 160 тј. 159 села, а град Ниш је имао 49, насељена као у попису из 1498. Нишка нахија и град Ниш су укупно имали 2.503 домаћинства и 21.000 хришћанских становника и 4.000 муслимана, Рома и осталих. Према овом попису види се да турска власт није донела демографски просперитет српским крајевима, као ни Нишкој нахији.
У путопису немачког дипломате Римеа 1570. помиње се постојање дубровачке колоније у Нишу.. Шездесетих и почетком седамдесетих година 16. века, послови дубровачких трговаца достижу врхунац и тих година број Дубровчана стално настањених у Нишу увећао је дубровачку колонију на двадесетак трговаца и занатлија
Путник Стефан Герлах, пролазећи 1573. кроз Ниш, забележио је да има мало хришћана, које назива Србима, и да је Хамза-бег одвео из угарске Ђуле толико жена и деце да је њима населио два села око Ниша.
Према Котаринију, 1580. већину становништва чинили су Турци.
У извештају католичке цркве од 1581, спомињу се две куће дубовачких трговаца.
17. век
Бурбури, пролазећи кроз Ниш 1664, спомињао је Дубровачко гробље где су сахрањени умрли дубровачки трговци и њихове породице.
У септембру 1690. Аустријанци почињу повлачење из Ниша и задржавају месец дана турску војску омогућивши српским избеглицама да пређу Саву и Дунав. Приликом аустријске предаје Ниша Турцима 1690, око свих 400 српских побуњеника је побијено. Вест о масакру у Нишу била је непосредан повод за Прву велику сеобу Срба. Турци су схватали да освајају напуштену земљу и дају помиловање малобројним српским избеглицама које су успут ухватили у незаштићеним збеговима. То помиловање није много значило избеглицама које су већ прешле Саву и Дунав.
У Великом бечком рату, почетком септембра 1690, склопљен је споразум да се аустријска војска повуче са оружјем, а да остави српске војнике, породице, попове, сељаке, занатлије и трговце. Након повлачења аустријских снага и турског заузимања Ниша, Турци су извршили покољ српског становништва. а у самом Нишу побијено је око 9.000 хришћана
Избегле Нишлије и Топличани населили су се широм Војводине, допрли све до Будима и брзо су се снашли. На аустријском попису од 23. октобра 1710, у Будиму су забележени неки становница Ниша, Алексинца и других градова, као поседници радњи, кућа и винограда.
Католички жупници напустили су 1692. Лесковац, Медвеђу, Ниш и Крушевац због турског пљачкања цркава и пустошења парохија.

### 18. век
Јевреји су се почетком 18. века спустили у Ниш, након прогона из Италије. Тада их је било око 250 породица, које су се већином населиле уздуж Нишаве.
Заузимањем Ниша од стране Аустрије и склапањем аустријско-турске нагодбе 28. јула 1737, турски живаљ је морао да се повуче до Софије са свом покретном имовином, слугама и робовима. Варош је 3. августа евакуисана. А 2.000 кола и 200 коња су из коморе вукла, под јаком стражом, 20.000 цивила и њихову имовину према Софији.
Наместо дубровачких трговаца у 18. веку долазе јерменски, који су основали читаву колонију и преузели су сву трговину у своје руке. Тако се у једном писму папског нунција од 1737. спомињу два трговца јерменске народности.
У првој половини 18. века под српским патријархом Арсенијем IV бројни хришћани са Косова, из Новог Пазара, Ниша и Ужица су емигрирали у јужну Угарску. Избеглице које су се нашле у Београду и на обали Саве током турске опсаде Ниша надале су се скором повратку кућама, али кад су чуле вест да је Ниш опседан и да су Турци прешли у Ердељ, изгубиле су наду, и уместо повратку кућама, заједно са становницима Срема пожуриле су у Барању и Бачку
Након турског заузимања Ниша у аустротурском рату 1737-1739, 1737, анонимни калуђер забележио је да је посечено и поробљено 630 хришћана док је поп Вуча из Хрелова записао да су Турци посекли 300 хришћана. Тада је из Ниша, заједно са нишким митрополитом Георгијем, кренуло преко Саве и Дунава неколико хиљада становника из околине Ниша, Прокупља, Куршумлије и Лесковца, односно са целе територије Нишке епархије. Углавном су се населили у Срему и тамо постали граничари.
Аустријски путник Кемпелен, путујући кроз Балкан 1740, приповедао је да је хришћанско становништво Ниша емигрирало у Аустријско царство након рата из 1736/39. Такође каже: „Некада је Ниш врвео од православних хришћанских и јеврејских породица. Данас је остао мањи број Бугара и Јевреја у граду. ...“
Након Великих сеоба Срба, Албанци муслимани у 18. веку најпре насељавају Косово, Нови Пазар и Македонију, а онда северније Краљево, Трстеник, Ћуприју, Ниш и Видин.
Хамза-бег је 1758. населио два напуштена села око Ниша заробљеницима из Раба.
Раја (српска), из Нишке нахије и осталих нахија, бежала је 70-их и 80-их година 18. века у друге суседне санџаке а одатле преко Дунава и Саве у Хабзбуршку монархију.
Неуспехом Кочине буне, побуњена раја из Нишке нахије морала је да напусти своје домове и да се крије по планинама.
Након аустријско-турских ратова, када су били добили повољну прилику, дошли су са разних страна, посебно уз Мораву, Цинцари, Грци, Јевреји, Мађари и Јермени.

### 19. век
Оснивање српске државе на почетку 19. века пропраћено је миграцијама српског живља из Османског царства у ослобођене крајеве, а такође биле су и придошлице из крајева Прокупља, Ниша, Софије и Видина. Оне су углавном населиле вароши и мање градове, и образовале нови слој основног градског сталежа: привредници, трговци, учитељи, администратори (управници) и студенти. Други период (1807—1813) посведочио је обрнути процес: масовне миграције Срба из Источне Босне, крајева планине Старог Влаха, Полимља, Новог Пазара, Ниша, Лесковца и Видина ка северу десиле су се након 1806.
Српска устаничка војска помагала је евакуацију становништва из прокупачког, нишког и лесковачког краја пре одлучујуће битке код Каменице. Тада је евакуисано око 30.000 људи.
У време истраге о завери Хетерије 1821, јавно су обешени људи које су турске власти ухапсиле под оптужбом да спремају устанак. Обешени су најутицајнији људи у вароши.
У периоду 1830/1878. број становника износио је 10-15.000, а Ниш је био центар казе.
Кнез Милош је 1833. припојио нахије од Турске, предвиђене по Акерманској конвенцији, али није понишавске. Из припојених источних нахија многи Турци су, као за време и Првог и Другог српског устанка, пребегли у Ниш и Пирот.
Због неуспеха буне 16 доњонишавских села у јануару 1835. и наставка турских зулума, велика група сељака је пребегла у Кнежевину Србију. Када се буна поновила у марту исте године, убијено и рањено је око 100 сељака (побуњеника), међу којима и деца од 8 година.
Због куге у периоду 1836/1838, у Нишкој, Пиротској, Лесковачкој и Врањској нахији помрло је између 20.000 и 30.000 људи.

Шестомесечна куга је 1838. покосила нишко становништво, углавном Србе као економски најслабије, због чега је српско становништво чинило мање од трећину укупног броја становника.
Тад је било највише Турака, а потом Срба, Цинцара, Грка, Јевреја и Цигана.
Француски учењак и историчар Ами Буе, путујући кроз Балкан у периоду 1836/1839, у свом делу La Turquie d'Europe; observations sur la geographie, la géologie, l'histoire naturelle (Париз 1840), наводи да је Ниш велика бугарска варош која укључује 16.000 душа, од којих су 6.000 муслимани.
Након слома и несупеха Нишке буне 1841, преко 11.000 (10.000) људи из нишког краја пребегло (тј. устаника) је преко границе у Србију, са великим бројем крупне и ситне стоке и вреднијим покућством. Тада су Турци покушали да силом врате избеглице али су српске оружане снаге чврсто запоселе границу, прихвативши избегло становништво. У Србију је пребегао и велики број устаничких вођа и других угледних народних представника.

Жером-Адолф Бланки, пролазећи кроз Ниш након буне, пише да је 1841. Ниш бројао око 25.000 становника.
На место одбеглих Срба, дошао је велики број грчких и цинцарских породица, углавном из Македоније.
У Нишком пашалуку је живела албанска етничка група Дерарт.
Енглески путник Едмунд Спенсер, путујући кроз Европску Турску 1850, пише да је Ниш бројао 10-12.000 становника и да су мухамедовци (муслимани) једва чинили једну петину становништва док је хришћана било скоро 10.000.
Шкотски путник и дипломата сир Џејмс Хенри Скин, путујући кроз области доњег Дунава 1850. и 1851, пише да је Ниш бројао око 10.000 становника, од којих су 4.000 били мухамедовци (муслимани) а 6.000 хришћани.
Ниш је 1856. бројао око 12.000 православних Срба.
Око 12.000 черкешких породица се, након руско-черкешког рата 1763-1864, населило у периоду 1864/1865. у области око Ниша и Софије. Черкези су насели и сам Ниш, где су им Срби подигли 50-60 кућа на месту данашњег Дома омладине.
Ниш је 1865. бројао 12-13.000 (око 13.000.) становника од којих су половина били Срби, а град је имао 1.000 турских и 1.500 хришћанских кућа
Прилив Турака у Ниш био је посебно много већи након бомбардовања Београда 1867.
Према подацима турске статистике из 1873. у Нишу је било 5.500 домова. Број Јевреја износио је 1.706.

Према неким статичким регистрима Србије, у Нишу, за време Нишког санџака, било је 3.500 домаћинстава хришћана и 2.000 домаћинстава муслимана (Турци и Албанци); док су Албанци у нишкој кази насељавали села Брезница, Трнава, Пасјача, Чифлук, Мезграја, Трупале, итд.
Пре Српско-турски рат, муслимански живаљ Ниша, укључујући и Албанце, износио је 8.300, насупрот хришћанском, који је износио 10.000.
Према књизи Милана Савића „Историја бугарскога народа“, издатој 1878. године, у делу где описује крајеве Османског царства које Бугари настањују, наводи да Ниш има 16.000 житеља.
Још пре српског заузимања Ниша, у вароши је било до преко сто католика Арнаута који су се населили у 17. веку.
У предвечерје промене турске власти у српску, Срби нису сачињавали ни више од половине становништва; Турци су чинили трећину, а остатак су били Јевреји, Грци, Цигани, Јермени, Албанци и Бугари.

## Кнежевина и Краљевина Србија (1878—1918)

### 19. век
1878/9. године
Српска војска затекла је у Нишу 8.500 Турака, од којих су неки били поткивачи, бербери, седлари, ножари, пушкари, бакали, трговци. Одмах после српског заузимања Ниша, Турци су почели да се селе у друге крајеве. Начелник штаба врховне команде српске војске јавио је 18. августа 1878. министру спољашњих послова да се иселило 1.075 турских породица са 4.274 душа на 1.924 кола. У Нишу је остало 79 турских породица са 316 душа, које су се настаниле у Београд-малој (махали).

Британски конзул Бејкер у Нишу забележио је да је, одмах након српског заузимања, број муслимана смањен са 8.300 на 300, а да је већина њихове имовине украдена и да је већина њихових кућа спаљено. Албанска четврт бива спаљена и Албанци из окружних села су приморани на бежање
Након ослобођења Ниша од Турака 1878, долази до масовног исељавања Турака из Ниша и околине, тако да наредне године Ниш има 12.801 становника (10.270 Срба, 1.168 Турака и 906 Јевреја, укључујући и око 300 турских рањеника затечених у турским болницама у граду.), а број домова опада на око 2.719.
Добитком Ниша, Србија добија и други град са преко 10.000 становника, тако да Ниш постаје други град Србије по броју становника (до балканских ратова).
1884. године
Број становника износио је 16.178, а број домова је порастао на 4.491.
- Грци и Цинцари 133+34[47]

Српски удео становништва порастао је на 80%.
Ниш је настањивало преко 1.000 католика., од којих су око 200 били стално насељени
1890. године
Број становника износио је 19.877, а национална структура становништва је била следећа:
- Срби 16.923
- Турци 213
- Јевреји 823
- Грци и Цинцари 141+21
- Роми и Арнаути 933+29
- Бугари 14
- Странци и остали 771

Поново је у Нишу смањен број домова (за скоро хиљаду) и износи 3.256 (али у њима живи нешто већи број становника). Ову појаву историчари Ниша овако објашњавају;
... највероватнији разлог пада броја домаћинстава по попису из 1890. је завршетак изградње железничке пруге и краткотрајно ратно стање у Србији
Према статистичким подацима из пописа обављеног 1890, у Нишу се налазило преко 2.000 становника рођених ван нишког краја, пореклом из других места Србије и преко 900 становника „странаца“ по рођењу, придошлих махом у околна нишка села. Међу овим имигрантима пописано је преко 1.700 жена, родом из других места у Србији, и 320 жена „странаца“, што говори да су миграциона кретања у породичним групама, утицала на увећање становништва у Нишу и његовој околини после ослобођења од Турака 1878. Међу српским досељеницима било је и придошлица досељених из; Турске (41), Црне Горе (20), Херцеговине (20), Старе Србије (16), Хрватске и Босне (10), Бугарске (6), Аустроугарске (24). Такође према пописима из ове године ван Ниша налазило се и 1.129 становника углавном у европским државама, што говори о изузетно развијеним економским и културним везама Ниша са другим деловима света.
1895. године
Број становника износио је 21.524.
1900. године
Пред крај 19. века у нишком срезу (граду и околини) у 4.016 домова, живело је 31.635 становника (31.207 Срба и 428 становника других националности).
У годинама до почетка 20. века у Нишу је живео 1.001 становник Мојсијеве вероисповести.
Број становника је 1900. износио 24.573.

### 20. век
Број муслимана у Србији 1901. износио је око 15.000, од којих је већина живела у јужним крајевима земље, око Ниша, Лесковца и Врања, а говорили су различитим језицима (турски, албански или словенски).
Током владавине династије Обреновића број становника је порастао на неких 26.000. Но након пада исте 1903. године број становника је опао на 21.946, највише због редуковања гарнизона и повлачења једног броја официра, службеника и привредника. Изгубљени број становника надокнађен је тек кроз 18 година, 1921. године.
Број становника 1905. године износио је 21.954, а број кућа 3.681.

Према Католичкој енциклопедији, Ниш је бројао 2.000 католика (други у Србији).
Број становника 1910. износио је 24.949, по једним подацима, а по другима, у 3.069 домова у Нишу је те године живело 19.962 становника. У нишком срезу који је 1910. бројао 8.388 кућа живело је 63.904 становника.
У предратном периоду 1910/1912. број становника је износио 25.000.
1914.1915 године
На почетку Првог светског рата 1914. Ниш није имао више од 25.000 становника., а евакуација државних институција из Београда у Ниш праћена је миграцијама великих делова становништва Београда и становништва других српских крајева Ниш су такође преплавиле огорчене српске избеглице из Босне и других јужнословенских крајева под влашћу Аустроугарске
Многи Јевреји су потражили уточиште у Нишу.
Странци, који су били слани у Србију, као ратни дописници и новинари, лекари, медицинско особље, савезнички војници, агенти, као и извештаји у страним земљама о ратном стању у свету, забележили су следеће:
- Ниш је источњачка варош, где се бекством склонио остатак државности Србије на издисају.[104]
- Ниш, који је уобичајено имао становништво од 25.000, такође је имао 50.000 избеглица.[105]
- После бомбардовања Београда, Ниш је постао од града са 30.000 град са 80.000 становника. Новембра 1914. у граду је било 100.000 људи више него у време мира.[104]
- Ниш је у просеку имао око 20.000 становника, док га је изненада преплавило 30.000 странаца, што је довело до опорезивања капацитета града до екстремних граница.[106]
- Ниш је на почетку рата био место са 20.000 становника. Надолазећим избеглицама из крајева око Београда и доласком званичника и дипломата, изненада се бројност становништва попела на 70.000.[107]
- Становништво Ниша, које је уобичајено бројало 25.000, порасло је за четити пута.[108]
- Становништво Ниша, које је у просеку бројало око 20.000, порасло је на 100.000. У једном дану је било 260 умрлих.[109]
- У Нишу, граду који је уобичајено имао само 24.000 становника, пет пута већи број је тражио храну и склониште пред крај прве недеље након евакуације пограничних градова.[110]
- Ниш је врло стравично преплављен избеглицама, војницима, владиним званичницима, итд, а има 120.000 становника уместо уобичајених 18.000.[111]
- Планинско село од 20.000 становника постало је град од 120.000, не рачунајући оне који су помрли.[104][112]

Као муслимани 1912. и Бугари 1913, велики број Срба је напустио своје домове након пада Србије 1915. У источној Србији цели градови су напуштени док су се Бугари приближавали. Ранија аустријска инвазија била је оставила Ниш преплављеног избеглицама, али је град испражњен док су се Бугари приближавали. Хиљаде су придружили српској војсци јужно од Ниша у кобном повлачењу као кола заглављена у блату.

Један део Нишлија отишао је са српском војском преко Албаније, док је један део остао код своје куће.

#### Бугарска и немачка окупација(1915—1918)
Многи од Нишлија интернирани су у Бугарску, други затворени, а трећи погубљени.
Многи нишки Јевреји су интернирани у Стару Бугарску.
Бугаризација је вршена на више начина, а неки од њих су приказивање пропагандног филма, издавање пропагандних новина (нпр. Моравски Глас) и присиљавање становништва на потписивање изјава којима се изјашњавају да су Бугари.
Када су Бугари запосели Ниш, број становника је са 30.000 опао на 18.000.
Из Врањске, Нишке и Пиротске области депортовано је 30.000 српских жена, деце и мушкараца и интернирано у Малу Азију. Бегунци су причали да су, од тог броја, 8.000 жена и девојака предате Турцима. Овај број укључује и оне који су умрли искочивши из возова током свог транспорта у Малу Азију.
Према статистикама за мај 1916. године, у Нишу и околини 170.000 становника су Срби, 31.000 су Бугари, а остатак су друге народности.
Број становника, у односу на предратни, био је мањи за око 60%, а процењен је на 10-12.000, којег су већином чинили жене и деца. Сви мушкарци који су у стању да носе оружје, па чак и старији људи, пребачени су у Бугарску где су запослени да праве путеве.
Број становника 1917. износио је 25.000.

## Краљевине СХС и Југославија (1918—1941/1945)
У Првом светском рату, на фронту је убијено преко 2.000 особа.
Након Првог светског рата, посебно у периоду 1918/1922, настаје сеоба Јевреја пресељењем у веће градове. Такође има велика миграција према југу, преко Грчке или Бугарске.
Број становника 1921. износио је 25.096. односно 26.096
Током периода Краљевине Југославије Ниш је спадао у урбане центре треће категорије са 30.000—50.000 становника.
Број становника 1931. износио је 35.465. Према другом извору, живело је 35.384 становника, а од тог броја само 3,9% су били муслиманске вероисповести. Према статистици Имама-регистрира, рађеној у децембру 1933, становало је 1.982 муслимана у 365 домаћинстава, углавном ромске народности.
Једини српски град са преко 30.000 становнка 1931, осим Београда, био је Ниш.
Број становника 1940. износио је 41.000.
Уочи Другог светског рата, у Нишу је живело око 350 стално насељених Јевреја, 51 привремено настањених и 155 емиграната. Ниш је имао око 8.500 запослених радника.

## Подела Југославије (1941—1944)
Од својих 40.000 становника у предвечерју Другог светског рата, око 7.500 је убијено — стрељано, обешено, одведено у концентрационе логоре итд (ови подаци се односе само на грађане а не укључују борце народноослободилачке борбе из Ниша и његове непосредне околине, чији број износи читаву бригаду), док је око 4.800 домова спаљено.
Многи од нишких Јевреја нашли су смрт у логорима Црвени крст и стратишту Бубањ код Ниша, и Сајмишту у Београду.
Неборац Раде Поповић, радник Машинске индустрије Ниш током рата, овако се присећа тих дана:
| „ | Кад би убили једног Немца, они би убили 100 Срба. Онда су стрељали многе Цигане, Јевреје — одмах су их ликвидирали... Дошле су 8. априла, двадесет седам штука, и бомбардовале су. ... Било је мало место, али више од 100 људи је убијено. ... ... Нико није знао ко кога убија, ... ... ... А четници су ... стрељали децу ... ... | ” |

У немачком бомбардовању Ниша 8. априла 1941, претежно цивилног становништва, погинуло је око 400 становника. односно око 600 људи
У масовном бекству логораша из концентрационог логора Ниш, познатим као пробој логора на Црвеном Крсту, 12. фебруара 1942. погинуло је 42 логораша и 11 немачких војника. У одмазди после бекства, за сваког погинулог немачког војника стрељано је по 1.100 логораша. Одмазда је извршена на стратишту Бубањ од фебруара 1942. до септембра 1944, а Немци су даноноћно камионима доводили из логора Србе, Цигане и Јевреје и ту их стрељали. Процењује се да је око 10.000 до 12.000 људи, логораша и затвореника Специјалне полиције и казненог завода, убијено на тој локацији;. а према неким другим проценама, стрељано је између 5.000 и 12.000 људи, од чега најмање 300 Рома (што је 10% од њихове укупне популације у то време)
Чак око 1.000 логораша је погубљено фебруара 1942. Мушки Јевреји из градова из унутрашњости Србије, не рачунајући Краљево и Крагујевац, су погубљени у логору у касном фебруару 1942
У првом англо-америчком бомбардовању Ниша 20. октобра 1943. у рушевинама живот је изгубило више од 250 људи, жена и деце. У трећем, 5. априла 1944, живот је изгубило 88. Након четвртог, 15. априла 1944. на Велику суботу, преживело становништво одмах је напустило град, па је Ниш наредног дана, на Ускрс, 16. априла, био потпуно пуст. У шестом, 9. јуна 1944, током ноћних часова, на спавању је побијено неколико десетина Нишлија.

## Република Југославија (1945—2003)
Становништво Ниша брзо је расло након Другог светског рата.
ФНРЈ (1945—1963)
Крајем рата и након ослобођења, у периоду 1944/1945, Ниш је имао између 35.000 и 40.000 становника. Нова власт је ликвидирала око 1.000 људи, међу којима је било угледних нишких трговаца и индустријалаца.
У послератном периоду била је велика привлачност послова у Нишу и Београду, Крагујевцу и Краљеву, што је покренуло миграције Срба из сиромашнијих делова Црне Горе и Херцеговине у те градове.
Јеврејска општина Ниш је обновљена после рата, и са 46 припадника била је једна од 15 општина, од укупно 56 које су постојале у СФРЈ, које су имале више од 40 припадника.
Број становника 1959. износио је 74.000.
Број становника 1961. износио је 84.700, a агломерација 144.700.
СФРЈ (1963—1992)
Ниш је са 12.000 дневних миграната био је други град СР Србије по броју дневних радних миграција.
Број становника 1963. износио је 85.000.
Број становника 1964. износио је 95.000.
Број становника 1966. износио је 98.000.
Ниш је током друге половине 1960их прешао праг од 100.000 становника.
По једним подацима, број становника 1970. износио је 120.000, а цела општина Ниш је покривала 56.450 ha са 64 села и 50.000 становника. А према другима, Ниш је имао 130.000 становника, четири пута више него 1939; а број запослених у друштвеном сектору привреде и друштвених делатности прелазио је 55.000, што је 1.5 пута више него укупно становништво Ниша пре рата
Становништво Ниша се у периоду 1931/1971. увећало 14.6 пута.
Број становника 1976. износио је 128.000.
Око 80.000 етничких Срба је напустило економски неразвијену покрајину Косово у периоду 1961/1981. Населили су се у хомогеним енклавама предграђа великих градова Централне Србије, као што су Крагујевац, Краљево, Ниш и Смедерево. Ови градови су постали одредишта великог броја расељених особа током 1999.
При крају прве половине 80-их, већина нових насељеника била је из села источне Србије.
Број становника 1987. износио је 168.400.
СРЈ (1992—2003)
Ниш је током 1990-их био урбани центар са популацијом од 175.000 становника.
Највећи број Рома, у СР Југославији, живео је у Београду и Нишу.
Према подацима прикупљеним крајем 1999. године, из разних званичних и незваничних извора, који су објављени на сајту Скупштине града Ниша, током агресије НАТО снага на Југославију, како у граду, тако и на подручју Косова и Метохије, погинуло је укупно 56. Нишлија — цивила, војника, резервиста и припадника МУП-а.
Ниш је 2001. имао 12.000 избеглица са Косова, које су се населиле две, a скоро 4.000 избеглица из Хрватске, које су се населиле десет године пре тога.
У свим крајевима Србије, изузев где је албанска и бошњачка већина, задњих година забележен је пад броја становника, док се у Београду, Новом Саду и Нишу наставља интензивно концентрисање становништва.